# Шелтомская волость
Шелтомская волость —  историческая административно-территориальная единица (волость) в составе Пудожского уезда Олонецкой губернии Российской Империи и РСФСР. Волость состояла из 20 населённых  пунктов. Волостное правление располагалось в селении Шелтомская (ныне не существует).
Упразднена в 1927 году.
В настоящее время территория Шелтомской волости относится в основном к Плесецкому району Архангельской области.

## География
Самым удалённым от волостного правления поселением было Афоносовская (16,5 версты).

## История
В ходе реформы административно-территориального деления СССР в 1927 году волость была упразднена. 

## Состав

### Сельские общества
В состав волости входили сельские общества, включающие 20 деревень: 
- Бережнодубровское общество
- Горское общество
- Шелтомское общество

### Насёленные пункты
| Бережнодубровское общество                           |       |         |       |               |
| Поселение                                            | Семей | Человек | До ВП | Школа         |
| Мыза Управления З. и Г. И. (Лесничий) при реке Онеге | 1     | 1       | 2     | В 1,5 верстах |
| Филькинская (Нижняя) при реке Онеге                  | 34    | 202     | 0,75  | В 0,5 версты  |
| Вороновская (Дуброва) при реке Онеге                 | 55    | 330     | 0,5   | Есть          |
| Бережнодубровская при реке Онеге                     | 1     | 4       | 0,5   | Есть          |
| Бережнодубровский погост при реке Онеге              | 2     | 4       | 0,25  | В 0,25 версты |
| Череповская (Заорожье) при реке Онеге                | 15    | 80      | 0     | В 0,5 версты  |
| Токаревская при реке Онеге                           | 20    | 112     | 0     | Есть          |
| Земская больница при реке Онеге                      | 1     | 6       | 0,75  | В 0,5 версты  |
| Кузнецовская при реке Онеге                          | 65    | 365     | 1,25  | В 1 версте    |
| Итого                                                | 194   | 1104    |       | 3             |

| Горское общество             |       |         |       |               |
| Поселение                    | Семей | Человек | До ВП | Школа         |
| Авдотьинская при реке Онеге  | 56    | 298     | 4,25  | Есть          |
| Горка при реке Онеге         | 45    | 260     | 5     | В 0,75 версты |
| Верещагинская при реке Онеге | 35    | 201     | 6,25  | В 1 версте    |
| Надконецкая при реке Онеге   | 45    | 193     | 7,25  | Есть          |
| Итого                        | 181   | 952     |       | 2             |

| Шелтомское общество                |       |         |       |               |
| Поселение                          | Семей | Человек | До ВП | Школа         |
| Часовенская при реке Онеге         | 30    | 162     | 11,5  | В 1 версте    |
| Шелтомская при реке Онеге          | 46    | 291     | 0     | Есть          |
| Пожаровская при реке Онеге         | 23    | 168     | 13    | В 0,5 версты  |
| Щетининская при реке Онеге         | 16    | 103     | 13    | В 0,5 версты  |
| Одоевская (Новинка) при реке Онеге | 20    | 117     | 14    | В 1,5 верстах |
| Здыхалинская при реке Онеге        | 30    | 186     | 15    | В 2,5 верстах |
| Афоносовская при реке Онеге        | 34    | 201     | 16,5  | В 4 верстах   |
| Итого                              | 199   | 1228    |       | 1             |

## Население
На 1890 год численность населения волости составляла 3803 человека.
На 1905 год численность населения волости составляла 3284 человека.  Из них мужчин 1604, женщин 1680. Крестьян среди них 3240 (1579 муж / 1661 жен), некрестьянского населения 3240 (25 муж / 19 жен).
Самое многочисленное поселение — Кузнецовская (365 жителей), самое малолюдное — Мыза Управления З. и Г. И. (Лесничий) (1 житель).

## Инфраструктура
Личное подсобное хозяйство с зоной сельскохозяйственного использования, индивидуальная застройка усадебного типа. На 1905 год в волости 594 дома и 574 семьи из 3284 человек. В среднем на каждый крестьянский дом (семью) приходилось по 5,5 (5,8) человек.
Основа экономики — сельское хозяйство. На 1905 год в волости насчитывалось 598 лошадей, 697 коров и 872 головы прочего скота.
В волости в 1905 году было 6 школ в селениях Вороновская (Дуброва), Бережнодубровская, Токаревская, Авдотьинская, Надконецкая и Шелтомская. В среднем на 547 человек приходилась 1 школа. Дальше всего до школы было добираться из селения Афоносовская (4 версты). В пределах пяти вёрст от ближайшей школы находилось все 20 поселений волости.